# Батьянов, Михаил Иванович
Михаил Иванович Батьянов (Ботьянов) (1835 — 1916, Петроград) — русский военачальник, генерал от инфантерии (06.12.1899), герой покорения Кавказа, обороны Севастополя и русско-турецкой войны 1877-1878 годов.

## Биография
Родился 17 (29) октября 1835 года. Сын камергера Ивана Васильевича Батьянова, переводчика восточных языков (турецкого, персидского, арабского) при главном командире Черноморского флота и портов. Воспитывался в Морском кадетском корпусе, откуда 6 августа 1852 года был выпущен мичманом в 31-й флотский экипаж.
С Черноморским флотом участвовал в кампаниях на Кавказском берегу 1852—1854 годах. С 31-м флотским экипажем, вошедшим в состав сводного стрелкового батальона, участвовал в обороне Севастополя, находясь на Малаховом кургане, где был контужен. За отличия при обороне Севастополя награждён орденами Святой Анны 3-й степени с мечами (1854 год) и Святого Владимира 4-й степени с мечами (1855 год).
В 1856 году переведён в лейб-гвардии Финляндский резервный полк поручиком, а через два года в лейб-гвардии Царскосельский стрелковый батальон. В 1861 году переведён майором в Житомирский пехотный полк и назначен состоять при главнокомандующем Кавказской армией. За отличия в делах против горцев в 1864 году был награждён золотой саблей с надписью «За храбрость». В 1865 году назначен командующим 20-м стрелковым батальоном, а в 1867 году произведён в полковники и назначен командиром 80-го пехотного Кабардинского полка. 22 сентября 1871 года пожалован во флигель-адъютанты и назначен в распоряжение главнокомандующего Кавказской армией великого князя Михаила Николаевича. Участвовал в подавлении восстания в Терской области.
6 апреля 1873 года Батьянов получил запоздалую награду за Севастопольскую оборону — орден Святого Георгия 4-й степени:
Состоя в чине Мичмана, оказал отличие при обороне г. Севастополя, во время ужасного бомбардирования 5 Октября 1854 года, где с самоотвержением бросился в горящий пороховой погреб на Малаховом кургане и при помощи нескольких храбрых матросов успел потушить пожар.
29 декабря 1877 года за военное отличие был произведён в генерал-майоры, со старшинством с 16 мая 1877, с назначением в Свиту Его Императорского Величества и в распоряжение главнокомандующего Кавказской армией великого князя Михаила Николаевича. 14 января 1878 года назначен командиром 2-й бригады 1-й гренадерской дивизии. В 1879 году был удостоен ордена Святого Станислава 1-й степени с мечами, а в 1880 году получил орден Святой Анны 1-й степени. С 1881 г. по 1886 г. командовал 3-й стрелковой бригадой. Произведённый 30 августа 1886 года в генерал-лейтенанты, последовательно командовал 13-й и 23-й пехотными дивизиями. В 1883 году награждён орденом Святого Владимира 2-й степени.
С 1893 г. по 1896 г. командовал 12-м армейским корпусом (в Киевском военном округе). На этой должности Батьянов обратил большое внимание на боевую подготовку войск, учитывая введение в вооружение армии нового скорострельного оружия и проводя в жизнь принцип рационального обучения современного солдата. Применение к местности, движение под огнём тонкими строями, большое уважение к огню, проводимые Батьяновым в обучении корпуса, встретили неодобрение со стороны командующего войсками округа, генерала М. И. Драгомирова. Батьянов принужден был выйти в запас. Но менее чем через год он получил 16-й армейский корпус, расположенный в другом округе, где и продолжал проведение в жизнь своих взглядов на обучение войск. Стремясь поднять подчиненный ему командный состав, Батьянов требовал щадить самолюбие подчинённого, авторитет начальника предписывал поддерживать справедливостью и уважением к закону. 6 декабря 1897 года награждён орденом Святого Александра Невского, а 6 декабря 1899 года произведён в генералы от инфантерии.
В 1903 году назначен членом Военного совета. Во время русско-японской войны 1904—1905 гг. командовал 3-й Маньчжурской армией, а после заключения Портсмутского мира вновь вернулся в Военный совет.
Вышел в отставку 1 января 1911 года и уже 6 мая был назначен почетным опекуном Опекунского совета по Петроградскому присутствию. 25 марта 1912 года награждён орденом Святого Владимира 1-й степени.
Умер в Петрограде 5 (18) декабря 1916 года и был похоронен в Александро-Невской лавре.
Батьянов помещал на страницах разных периодических изданий целый ряд статей по самым разнообразным вопросам. Особого внимания заслуживают статьи в «Русском инвалиде» за 1900 год: «Конная пехота», «О поднятии стрелкового дела», «Об охране артиллерии на поле сражения», «Несколько слов об офицерских чинах», «О войсковых учебниках», «Об учебных командах» и многие другие. Некоторые приказы Батьянова по корпусу изданы отдельной книгой.

## Награды
Российские:
- Орден Святой Анны 3-й степени с мечами и бантом (1854)

- Орден Святого Владимира 4-й степени с мечами и бантом (1855)

- Орден Святого Станислава 2-й степени с мечами (1862)

- Императорская корона к ордену Святого Станислава 2-й степени с мечами (1864)

- Золотое оружие с надписью "За храбрость" (04.07.1864)

- Орден Святой Анны 2-й степени с императорской короной и мечами (1872)

- Орден Святого Георгия 4-й степени (06.04.1873)

- Орден Святого Владимира 3-й степени с мечами (1874)

- Орден Святого Станислава 1-й степени с мечами (1879)

- Орден Святой Анны 1-й степени (1880)

- Орден Святого Владимира 2-й степени (15.05.1883)

- Орден Белого орла (30.08.1890)

- Орден Святого Александра Невского (06.12.1897)

- Бриллиантовые знаки к ордену Святого Александра Невского (13.08.1902)

- Орден Святого Владимира 1-й степени (25.03.1912)

Иностранные:
- Персидский орден Льва и Солнца 3-й степени (1863)
- Персидский орден Льва и Солнца 2-й степени со звездой (1874)
- Прусский орден Короны 1-й степени (1890)